# Afrophisis tanzanica
Afrophisis tanzanica är en insektsart som beskrevs av Jin, Xingbao och D.K.M. Kevan 1991. Afrophisis tanzanica ingår i släktet Afrophisis och familjen vårtbitare. Inga underarter finns listade i Catalogue of Life.